# Berati
Berati é uma cidade e município (em albanês:  bashkia) do centro-sul da Albânia. É a capital do distrito de Berati e da prefeitura de Berati.